# Aedes hansfordi
Aedes hansfordi är en tvåvingeart som beskrevs av Huang 1997. Aedes hansfordi ingår i släktet Aedes och familjen stickmyggor. Inga underarter finns listade i Catalogue of Life.